# Aliabad-e Poszte
Aliabad-e Poszte (perski: علي ابادپشته) – wieś w południowym Iranie, w ostanie Czahar Mahal wa Bachtijari. W 2006 roku miejscowość liczyła 269 mieszkańców w 63 rodzinach.